# Ганжа Степан Олександрович
Степан Олександрович Ганжа (18 квітня 1942, Жорнище, Іллінецький район, Вінницька область — 5 серпня 2024, м. Київ) — український килимар, соліст танцювальної групи Українського народного хору імені Григорія Верьовки, поет, заслужений майстер народної творчості України (2004), член НСМНМУ, лауреат Національної премії імені Тараса Шевченка 2010 року за мистецьку серію килимів, лауреат премії ім. Данила Щербаківського, володар мистецької премії «Київ» ім. Сергія Колоса у галузі народного декоративного мистецтва.

## Життєпис
Батька, Олександра Дорофійовича Ганжу, знали не лише в рідному селі, а й далеко за його межами, як майстра-гончаря, чиї горщики-куманці, глечики-скульптурки використовували не лише господині для домашнього вжитку, а й прикрашали музейні колекції глиняних виробів. Старший брат — Петро, одразу обрав шлях у малярство, після чого став відомим художником.
У першому класі сидів за партою з ровесницею Еммою Бабчук, тепер заслуженою журналісткою України. По закінченні семирічки 1958 року Степан пішов до Вінницької школи ФЗО № 2 (Школа фабрично-заводського навчання, рос. Школа фабрично-заводского обучения) — тепер цей заклад називається коледжем.
Після демобілізації з армійської служби (її проходив у ансамблі пісні й танцю при Київському військовому окрузі) подав документи в столичне хореографічне училище. Випускникові 1966 року поталанило, бо він потрапив у знаний на весь світ колектив — Український народний хор імені Григорія Верьовки. Разом із ним подолянин об'їхав чи не весь світ. У 1984 році вийшов на артистичну пенсію.
З 1972 року почав займатися малюванням. У 1987 році — перші спроби килимарства.Становленню художника-килимаря посприяло також знайомство з відомими живописцями Володимиром Патиком, Іваном Остафійчуком, Іваном Марчуком, Омеляном Мазуриком. На його творче формування значною мірою вплинула тривала дружба з Володимиром Федьком. Але безпосередньо навчанням Степана ніхто не займався, та власним прикладом і порадами вони спрямовували талант у потрібне русло.
Мистецькі твори «Килими» зберігаються в Дирекції виставок у м. Київ, Музеї Гетьманства, Музеї М. С. Грушевського, у приватних колекціях України та зарубіжжя.

## Твори, присвячені майстрові
Колишній колега по ансамблю, а нині гарний художник і знаний поет, друг-побратим Олесь Доріченко у своїй збірці поезій «Мандрівна брама» присвячує Степану Олександровичу вірш «Дивний цвіт, що з долонь вироста»:
| «Намалюй мені, маляре, квітів Й сніжнокрилих ясних журавлів…» |